# Велике Івановське
Велике Івано́вське (рос. Большое Ивановское) — присілок у складі Митищинського міського округу Московської області, Росія.

## Населення
Населення — 29 осіб (2010; 33 у 2002).
Національний склад (станом на 2002 рік):
- росіяни — 70 %